# Visalur
Visalur ist ein Dorf mit ca. 700 Einwohnern im südindischen Bundesstaat Tamil Nadu. Inmitten des Dorfes steht ein mittelalterlicher Shiva-Tempel aus der Zeit der Chola (um 900).

## Lage
Visalur liegt in einer Höhe von ca. 120 m ü. d. M. ungefähr 17 km (Fahrtstrecke) nordwestlich der Distrikthauptstadt Pudukkottai. Nur etwa 13 km nordöstlich befindet sich der Jain-Felstempel von Sittannavasal. Das beinahe tropische Klima ist meist schwülwarm; Regen fällt hauptsächlich in den Monsunmonaten Oktober bis Dezember.

## Bevölkerung
Die Einwohner von Visalur sind nahezu ausschließlich Hindus; Angehörige anderer Religionen sind in Südindien unter der Landbevölkerung eher selten. Der weibliche Bevölkerungsanteil ist knapp 10 % höher als der männliche.

## Wirtschaft
Die Einwohner leben nahezu ausschließlich von der Landwirtschaft. Im Ortszentrum haben sich Kleinhändler und Handwerker angesiedelt.

## Geschichte
Die Gegend des gesamten Distrikts Pudukkottai gehörte im Frühmittelalter zum Pallava-Reich, welches im 9. Jahrhundert allmählich vom wiedererstarkenden Chola-Reich übernommen wurde. Im 13. Jahrhundert übernahm die in Madurai ansässige Pandya-Dynastie die Macht, gab sie jedoch im 14. Jahrhundert an das Vijayanagar-Reich ab.

## Sehenswürdigkeiten
Einzige Sehenswürdigkeit ist der noch dem ausgehenden 9. Jahrhundert zuzurechnende und dem Gott Shiva geweihte Vasukisvaramudaiya-Tempel. Er besteht lediglich aus einer portikusähnlichen kurzen Vorhalle (mandapa) mit zwei Stützen und einer quadratischen, von einem gebäudeähnlichen Turmaufbau mit haubenähnlichem Dach überhöhten Cella (garbhagriha). Während die Außenwände der Cella nur durch Pilaster gegliedert sind, ansonsten jedoch keinen Figurenschmuck zeigen, finden sich oberhalb des umlaufenden Traufgesimses vier liegende Nandi-Bullen sowie einige kleine Götterfiguren.